# Metròpolis ortodoxa grega de Buenos Aires i Sud-amèrica
La Metròpolis ortodoxa grega de Buenos Aires i Sud-amèrica (grec: Ιερά Μητρόπολης Μπουένος Άϊρες και Νοτίου Αμερικής; en castellà: Santa Metrópolis de Buenos Aires y Sudamérica) és una jurisdicció ortodoxa amb la seva seu central a la ciutat de Buenos Aires, baixo la jurisdicció canònica del Patriarcat Ecumènic de Constantinoble. La diòcesi va ser fundada per la decisió patriarcal i sinodal en l'any 1979. Així mateix, en l'any 1996 la diòcesi va ser elevada al rang d'arxidiòcesi i després va escindir de l'arxidiòcesi nord-american. El seu ritu litúrgic és el grec i el seu màxim jerarca metropolitan titular des del 2001 és Tarasios Antonopoulos.